# Королевское общество защиты птиц
Королевское общество защиты птиц (англ. Royal Society for the Protection of Birds (RSPB)) — британская благотворительная организация, занимающаяся сохранением и защитой птиц в дикой природе. Общество проводит общественные кампании, собирает петиции и управляет заповедниками на территории Соединённого Королевства. В Обществе работает около 1500 сотрудников, 12200 волонтёров и состоит свыше 1 миллиона членов, включая 150000 юных членов, что делает его крупнейшей европейской природоохранной общественной организацией. Королевское общество защиты птиц имеет большое число местных отделений и содержит 182 заповедника в Соединённом Королевстве.
Общество было основано в 1889 году, как протестная группа, в ходе кампании против использования кожи и перьев птиц вида Большая поганка (Podiceps cristatus) в производстве меховой одежды.
Существует также красивая легенда, что все лебеди Великобритании принадлежат лично королю.